# Ждениевская поселковая община
Ждениевская поселковая общи́на (укр.  Жденіївська селищна громада) — территориальная община в Мукачевском районе Закарпатской области Украины.
Административный центр — посёлок Ждениево.
Население составляет 4 742 человека. Площадь — 207,1 км².

## Населённые пункты
В состав общины входит 1 посёлок (Ждениево) и 10 сёл:
- Збыны
- Буковец
- Подполозье
- Верхняя Грабовница
- Ялово
- Ростока
- Кичерный
- Перекрёстный
- Щербовец
- Пашковцы